# Game Park
Game Park fue una compañía surcoreana fundada en 1996, que cayó en bancarrota en marzo de 2007. Es la compañía responsable de la creación de la famosa consola portátil GP32 y la XGP, que nunca fue lanzada. GamePark Holdings fue fundada en 2005 por antiguos trabajadores de Game Park.

## Fundación
Fundada en Corea del Sur en 1996, Game Park entró en la industria usando dinero del gobierno. En ese tiempo, los juegos en Corea eran puramente de Arcade y PC. Mientras tanto, la ley coreana prohibía la importación de productos japoneses. Algunos clones de consolas japonesas eran del mercado menor. En un lugar donde la mayoría de los videojuegos eran para PC, había poco lugar para consolas. Para hacer cambios, el gobierno surcoereano decide fundar una compañía que los distribuya: Game Park.
Luego, la empresa fabricó la GP32, que no llamó inmediatamente la atención debido a su inferior hardware. Entonces fue que se cambió el aspecto de la consola, al mismo tiempo que se mejoró el hardware.